# Il Popolo d’Italia

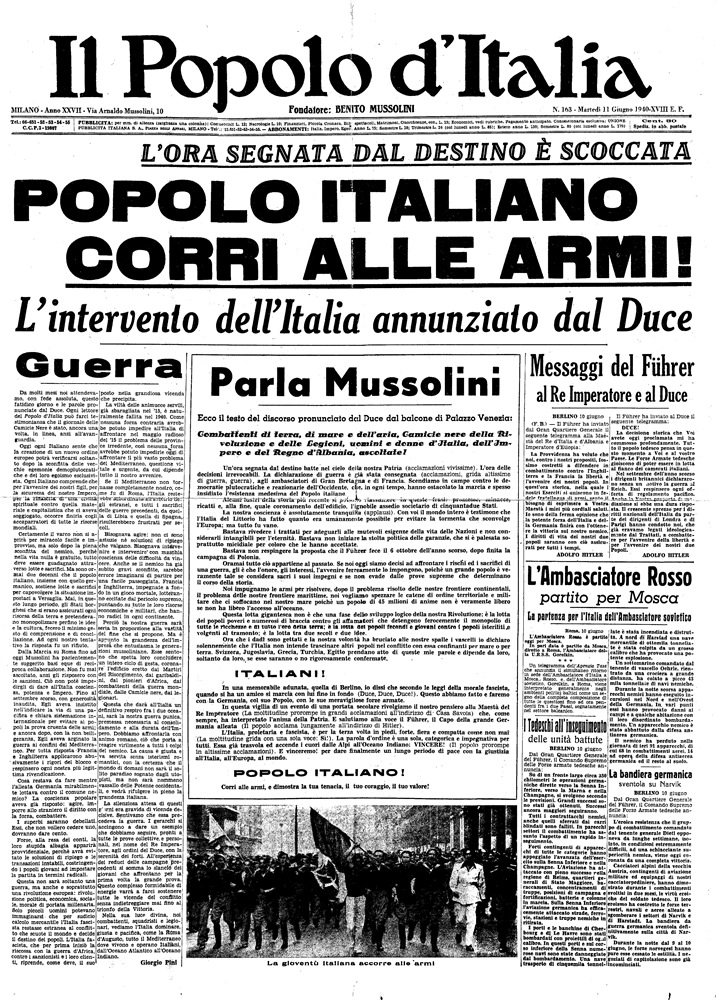
Первая полоса Il Popolo d’Italia, сообщающая о вступлении Италии во Вторую мировую войну. Номер от 11 июня 1940 года

Il Popolo d’Italia или Народ Италии (1914—1943) — итальянская газета, основанная Бенито Муссолини 15 ноября 1914 года, в результате его раскола с Итальянской социалистической партией.
В 1998—1999 годах в Италии издавалась одноимённая современная газета.

## История
Газета стала основой фашистского движения в Италии после Первой мировой войны, газета «Il Popolo d’Italia» просуществовала до 24 июля 1943 года.
Газета пропагандировала милитаризм и ирредентизм.
С 1936 по 1943 годы главным редактором был Джорджо Пини.

## Современное издание
Газета была повторно создана в 1998 году Джузеппе Мартораной, основателем Нового национального ордена, издавалась в Милане.